# Jutland
Jutland (Deens: Jylland, Duits: Jütland) is een schiereiland van het Europese vasteland. Het noordelijke deel behoort tot Denemarken, het zuidelijke tot Duitsland, deelstaat Sleeswijk-Holstein. Het Deense deel van Jutland beslaat 29.777 km² en vormt daarmee ruim twee derde van de totale Deense oppervlakte. Jutland telde in 2009 2.528.129 inwoners, bijna de helft woont in de stadsgordel van Oost-Jutland die loopt van Randers in het noorden tot Haderslev in het zuiden.
De historische zuidgrens van Jutland ligt bij de Ejderen, maar er bestaat geen overeenstemming over de vraag of Zuid-Sleeswijk bij Jutland moet worden gevoegd. Ten zuiden van Ejderen ligt Holstein, dat geografisch gezien op het schiereiland Jutland ligt, maar historisch gezien geen deel uitmaakte van Jutland. Het schiereiland Jutland heeft geen vaste zuidgrens, maar loopt het verst af naar de Elbe of naar het punt waar het schiereiland smaller wordt (een lijn van de monding van de Elbe naar Lübeck). Het wordt ook wel het schiereiland Cimbrian, Jutland-Holstein of Jutland-Sleeswijk-Holstein genoemd. Volgens de Duitse nationale opvatting begon Jutland – in ieder geval vóór de hereniging in 1920 – voor het eerst ten noorden van de rivier de Kongeå. Sleeswijk/Sønder Jutland en vooral Holstein behoorden niet tot Jutland. Duitse historici hebben vaak de opvatting naar voren gebracht dat het gebied van Zuid-Jutland in de oudheid werd bewoond door Angles, in tegenstelling tot Juts verder naar het noorden, maar dit is onzeker. Jutland (ten noorden van Ejderen) was een van de drie landen in het middeleeuwse Deense koninkrijk met een eigen provincieraad en vormde samen met Funen een eigen rechtsgebied waar het Jutlandse recht van toepassing was.

## Geografie
Jutland grenst in het westen aan de Noordzee, in het noorden aan het Skagerrak en in het oosten aan het Kattegat en de Kleine Belt.
Het noordelijkste deel van Jutland wordt gevormd door het eiland Vendsyssel-Thy. Dit wordt van de rest van Jutland gescheiden door de Limfjord. Het eiland is echter pas door een storm in februari 1825 ontstaan en is op meerdere plekken over de weg vanaf de rest van Jutland te bereiken.
Jutland is tamelijk vlak, met lage heuvels en veengronden. Het heeft een oppervlakte van 29.775 vierkante kilometer en een bevolking van 2.513.601 (2007) (cijfers zijn van het Deense deel).

## Geschiedenis en naam
Het zuidelijke deel, Sleeswijk-Holstein, was afwisselend in Deens en Duits bezit. De laatste bezitswijziging vond plaats na de Eerste Wereldoorlog, toen bij volksstemming een deel van Sleeswijk naar Denemarken is overgegaan.
Jutland dankt zijn naam aan de Juten, een Germaanse volksstam die zich in de 5e eeuw in het gebied vestigde.

## Economie en samenleving
In de middeleeuwen was de stad Hedeby, gelegen aan de baai van Eckernförde in het huidige Duitsland, een belangrijk knoopunt in een internationaal handelsnetwerk dat steden als Krakau en Riga verbond met Kiev en Constantinopel.
Het wereldwijd bekende speelgoedbedrijf LEGO is gevestigd in Billund. De meubelketen JYSK met 3000 winkels in 52 landen in Aarhus.
Economische sectoren van betekenis zijn onder meer het toerisme, vooral aan de Noordzeekust, maar ook de visserij en de voedselproductie. Belangrijke industrie- en havensteden zoals Kolding, Horsens of Aarhus zijn vooral aan de Oostzee of de fjorden te vinden. Esbjerg, de vijfde stad van Denemarken, herbergt de belangrijkste Noordzeehaven van het land, van waaruit tot 2014 meerdere keren per week een auto- en passagiersveerboot naar Harwich (Groot-Brittannië) voer.

## Grootste steden in Jutland
- Aalborg
- Aarhus
- Esbjerg
- Flensburg
- Horsens
- Kiel
- Kolding
- Randers
- Vejle